# Зграда ОШ „Петар Кочић” Земун
Зграда Основне школе Петар Кочић у Земуну (односно зграда школе Краљица Марија) је споменик културе. Налази се у Земуну у улици Првомајска број 79“.

## Историјат
Основна школа „Краљица Марија“ је саграђена 1901. године за нижу пучку мешовиту школу у Франценсталу (сада Првомајска улица), старом земунском предграђу насељеном немачким становништвом. До 1918. године у овој згради се налазила немачка основна школа, а затим основна школа „Краљица Марија“. После Другог светског рата ова школа је добила назив „Школа број 37“ и „Школа број 14“ до данашњег назива ОШ „Петар Кочић“. Када је 1956. године изграђена нова зграда школе онда је стара школа спојена једном пасаралом са новом зградом. Зграда и данас служи намени за коју је изграђена тј. служи за обављање наставе.

## Опис
Објекат школе је једноспратан са високим партером конципиран је репрезентативно и обликован у маниру неоренесансе. Сви принципи историцистичке архитектуре, како у композицији тако и у декорацији, доследно су примењени у просторним и површинским шемама зграде. Грађен је од тврдог материјала (опеке) са кречним малтером и покривена бибер црепом. Основна школа „Краљица Марија“ представља значајну културно-историјску и архитектонску вредност. Документује развој школства на подручју града и најбољи је примерак историцистичког архитектонског концепта изван Старог језгра Земуна.

## Галерија
- Изглед из Првомајске улице
- Главни улаз
- Година градње